# アメリカ連合国陸軍
アメリカ連合国陸軍(Confederate States Army)は、南北戦争中にアメリカ連合国（南軍、CSA)が有した陸軍である。海軍と共にアメリカ連合国軍を構成した。1861年2月、連合国の独立宣言と共に設置され、1865年5月の連合国崩壊と共に解散した。
連合国大統領に就任したジェファーソン・デイヴィス元大佐は、恒久的に設置される常備軍と、有事の際これを支援する義勇兵部隊によって連合国軍を構成しようと考えていた。上級士官の階級制度こそ整備されていたが、実際には南北戦争を通じて徴集兵と志願兵が連合国軍の主力であり続けた。
ロバート・E・リー将軍率いる北バージニア軍やブラクストン・ブラッグ将軍およびジョセフ・ジョンストン将軍が率いたテネシー軍による活動などが歴史的な軍事作戦として知られ、その他にもストーンウォール・ジャクソン、ジェイムズ・ロングストリート、リチャード・イーウェル、ジョージ・ピケット、アール・ヴァン・ドーン、ジュバル・アーリーなどが著名な将軍として知られる。
連合国軍の総戦力は頻繁に変動したが、おおむね750,000名から1,000,000名程度の間を推移していた。ただし、これには前線で様々な支援任務に当たった奴隷の数は含まれていない。彼らは軍服の着用も認められていなかった。南北戦争を通じて94,000名が戦死ないし負傷し、164,000名が戦病死、26,000名から31,000名が捕虜収容所で死亡した。

## 連合国の独立
1860年のアメリカ合衆国大統領選挙において、共和党側大統領候補に選出されたエイブラハム・リンカーンは奴隷制の拡大に対する反対を訴えた。一方の民主党は奴隷制に関する議論の末、現状維持を主張する南部州の派閥と奴隷制緩和を主張する北部州の派閥に分裂していた。その為、結局は南部側のジョン・ブレッキンリッジと北部側のスティーブン・ダグラスの2人が民主党側大統領候補としてそれぞれ出馬することになる。さらに第4の候補者として、立憲連合党からテネシー州上院議員ジョン・ベルが出馬している。南部上部州出身のベルは元ホイッグ党員かつノウ・ナッシングの支持者として知られ、奴隷制度については現状維持を訴えた。最終的に、南部諸州の選挙人投票で苦戦しつつも共和党側候補リンカーンが勝利した。リンカーンは規制の奴隷制度を廃止するような連邦法の提案を行わなかったが、1858年の「分かれたる家」演説では彼自身の奴隷制に関する見解として次のように述べた。
「それ（奴隷制）の更なる普及を阻止し、公共心がそれへの信仰を打ち消すようにしなければならない。これはつまり、奴隷制根絶の過程と言えよう。」
リンカーンはまた、選挙活動中に奴隷制に対する即時の対応を公約として掲げたりはしなかった。それにも関わらずリンカーンの掲げた様々な政策は、南部諸州における奴隷制廃止の懸念と反発を生み出し、まもなくして南北戦争の勃発を招いた（南北戦争の原因）。
1860年12月20日のサウスカロライナ州脱退を皮切りに、1861年2月までに奴隷制を採用していた南部7州（サウスカロライナ州、ミシシッピ州、フロリダ州、アラバマ州、ジョージア州、ルイジアナ州、テキサス州）が合衆国からの離脱を宣言した。当時の合衆国大統領ジェームズ・ブキャナンは脱退宣言は違憲行為であると述べたが、合衆国憲法では大統領および議会に違憲行為の撤回を行わせる権限を付与していなかった為、この理由をもって何らかの措置をとることはできなかった。1861年3月4日、エイブラハム・リンカーンが合衆国大統領に就任するが、この頃には離脱した7州は既にアメリカ連合国として独立宣言を行なっていた。連合国に参加した各州では、州内に存在する連邦政府の財産および施設の接収を開始した。この中には合衆国陸軍が有したほとんどの砦も含まれている。リンカーンは連邦政府の戦力を保持するべく、サウスカロライナ州チャールストン港のサムター要塞など、連邦政府の支配下に残っている軍事施設の死守を全州に命じた。当初、彼はブキャナンと同様に7州の離脱が違憲行為か否かについて検討したが、
後に7州の行動は合衆国政府に対する反逆(rebellion)であるという見解を示した。これは反逆行為に対してであれば、合衆国大統領に阻止・鎮圧する権利および義務が付与されていた為である。
同じ頃、合衆国大統領および合衆国議会の権限を無視して設置された連合国臨時議会では、連合国暫定軍(Provisional Army of the Confederate States, PACS)の設置を承認した。これにより、合衆国と連合国による内戦は避けられないものとなった。
ジェファーソン・デイヴィス連合国大統領の命令の元、P・G・T・ボーリガード将軍に率いられた連合国所属部隊は1861年4月12日から13日にかけてサムター要塞を砲撃した。その結果、サムター要塞は補給や補強を受けることなく4月14日に降伏した。北部および西部の諸州は、1861年4月15日にリンカーンが行なった呼びかけの元、合衆国維持の為の派兵に合意した。これら各州も連合国の軍事行動を反逆行為と見なしており、砦を奪還しこれを「鎮圧」する為に部隊の派遣を行なった。なお、いわゆるアッパーサウスの4州（テネシー州、アーカンソー州、ノースカロライナ州、バージニア州）は奴隷制を採用していたが、連合国には参加せず合衆国に残っていた。しかしリンカーンの派兵要請が行われるに至り、これら4州は要請を拒否すると共に合衆国離脱を宣言し、連合国に参加した。サムター要塞陥落とアッパーサウスの離脱後、共にその主力を義勇兵に頼っていた合衆国と連合国の両陸軍は、各々の目的を果たす為に急速な軍拡に乗り出した。

## 連合国陸軍の成立と軍制

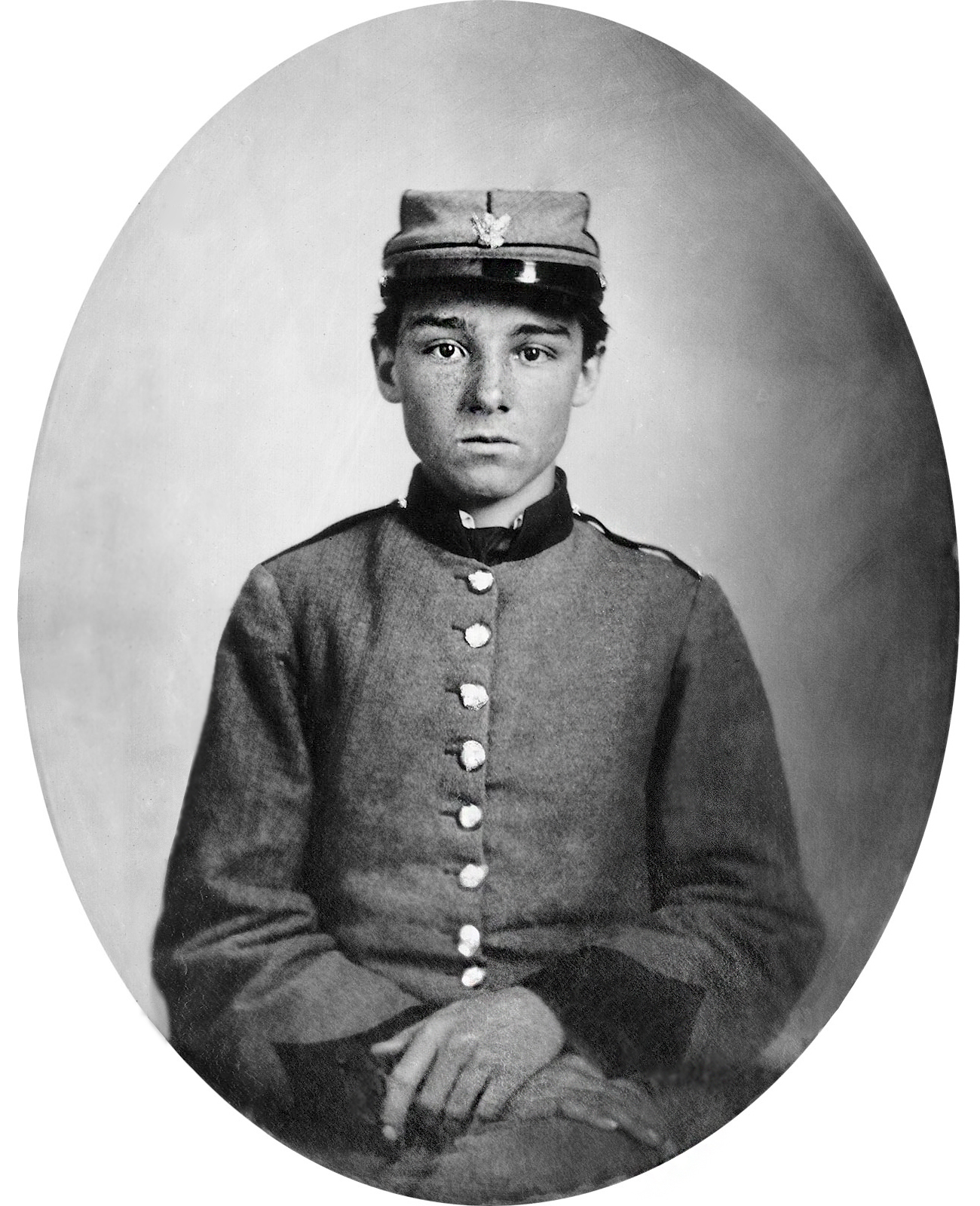
エドウィン・フランシス・ジェミソン二等兵。彼の写真は南北両軍の若い兵士の間で特に有名な肖像写真となった。

連合国議会は連合国陸軍の軍制を制定するに当たり、合衆国陸軍のそれを模倣した。これによれば、連合国陸軍は有事に編成される大規模な暫定軍と、平時から編成される小規模な常備軍によって構成されていた。開戦直前の1861年2月28日、連合国議会では義勇兵から成る暫定軍の編成が可決され、また一週間後の3月6日に常備軍の設置が可決された。これら2つの陸軍は制度上共に存在していたものの、常備軍の規模は非常に小さかった。
- 連合国暫定軍(Provisional Army of the Confederate States, PACS)は1861年2月28日に連合国議会の承認を受け、4月27日から編成が始まった。士官から徴用兵まで、ほとんどの連合国陸軍将兵は暫定軍への所属を好んだ。これは常備軍よりも暫定軍の方が昇進しやすかった為である。仮に内戦に勝利した場合、暫定軍は解散され、常備軍のみが連合国陸軍として残される予定だった[2]。
- アメリカ連合国陸軍(Army of the Confederate States of America, ACSA)は、連合国の常備軍であり、1861年3月6日に連合国議会が承認した。将校744名を含む15,015人を定員と定めていたが、これが達成されることは最後までなかった。サミュエル・クーパーやロバート・E・リーなどの高級将校は、全ての義勇兵将校よりも高位である事を示すべく常備軍に名を置いていた。一部の将校の任命や選考以外に目立った活動が行われなかった為、常備軍はほとんど机上のみに存在する軍隊であった。後に3州の連隊に対して連合国連隊("Confederate" regiments)の称号が与えられたが、結局連合軍の組織化には繋がらず、それら連合国連隊自体も決して戦力的に満たされたものではなかった。

アメリカ連合国の陸海軍および海兵隊の将兵は、しばしば単にConfederates やConfederate soldiers と総称された。また、連合国陸軍の補助組織たる州民兵(State Militias)も設置されていた。これは連合国政府の主導で設置されており、合衆国が1792年民兵法に基づき設置した民兵と同等の組織と見なされた。
陸軍の設置に先立つ1861年2月21日、連合国陸軍の運用および指揮を担当する省庁たる連合国陸軍省(Confederate States War Department)の設置に関する法案が連合国臨時議会にて可決している。1861年2月28日と3月6日、連合国議会は軍事上作戦上の指揮権限および各州の常備軍・義勇軍将兵の招集に関する権限を連合国大統領に付与した。これに続いて3月8日にはデイヴィス大統領に100,000名以下の国民を招集する権限を認める法案が連合国議会にて可決した。これに基づく要請を受けた連合国陸軍省では、3月9日に8,000名、4月8日に20,000名、4月16日に49,000名の義勇兵を招集した。4月29日、デイヴィスは議会にて陸軍の規模を100,000名程度と定める提案を行なっている。
1861年8月8日に合衆国が反逆鎮圧の開始を宣言した後、連合国では3年をかけて400,000名の義勇兵を招集した。1862年4月、連合国議会にて徴兵法が可決して連合国陸軍にも徴集兵が入隊しはじめた。さらに連合国議会では何度か徴兵対象年齢の範囲を広げ、連合国国民を総動員する事を計画した。この改正案は先立って5つの州最高裁判所(state supreme courts)で議論され、5つともで賛成を得ている。

## 組織

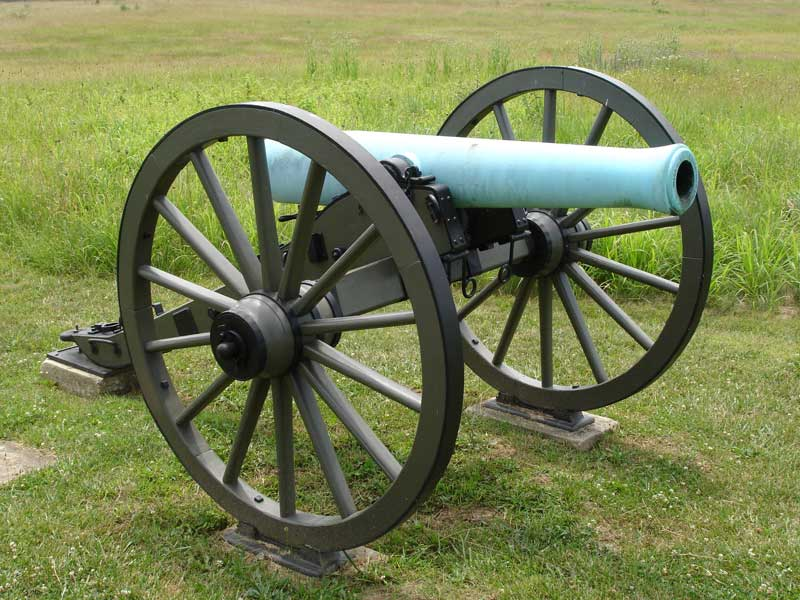
連合国陸軍が使用したM1857ナポレオン砲

1865年にリッチモンドの中央記録保管所が破壊された事に加え、当時の各種文書の保管環境が劣悪であった事から、連合国軍の規模を正確に示しうる記録はほぼ全てが失われている。連合国陸軍の総兵力は500,000名から2,000,000名の間を推移したとされる。連合国陸軍省が残した年次記録では、1861年に326,768名、1862年に449,439名、1863年に464,646名、1864年に400,787名と規模が記録され、最終報告では358,692名とされていた。南北戦争を通じての累計動員数は1,227,890名から1,406,180名程度と考えられている。
また、公的な招集は次のような規模で行われた。
- 1861年3月6日：義勇兵および民兵100,000名。
- 1862年1月23日：義勇兵および民兵400,000名。
- 1862年4月16日（第一次徴兵法の可決）：暫定軍将兵として18歳から35歳の白人男性を徴兵[8]。
- 1862年9月27日（第二次徴兵法の可決）：徴兵対象年齢を18歳から45歳に拡大[9]。1863年7月15日から施行。
- 1864年2月17日（第三次徴兵法の可決）：徴兵対象年齢を17歳から50歳に拡大[10]。
- 1864年3月13日：黒人300,000名の徴兵が認められるが、実際には一部の徴兵のみに終わった[11]。

当初の連合国陸軍は防衛を主眼に置いた組織であり、リー将軍率いる北バージニア軍のアンティータム戦線北部攻撃は多くの軍人から反発があったという。

### 指揮系統

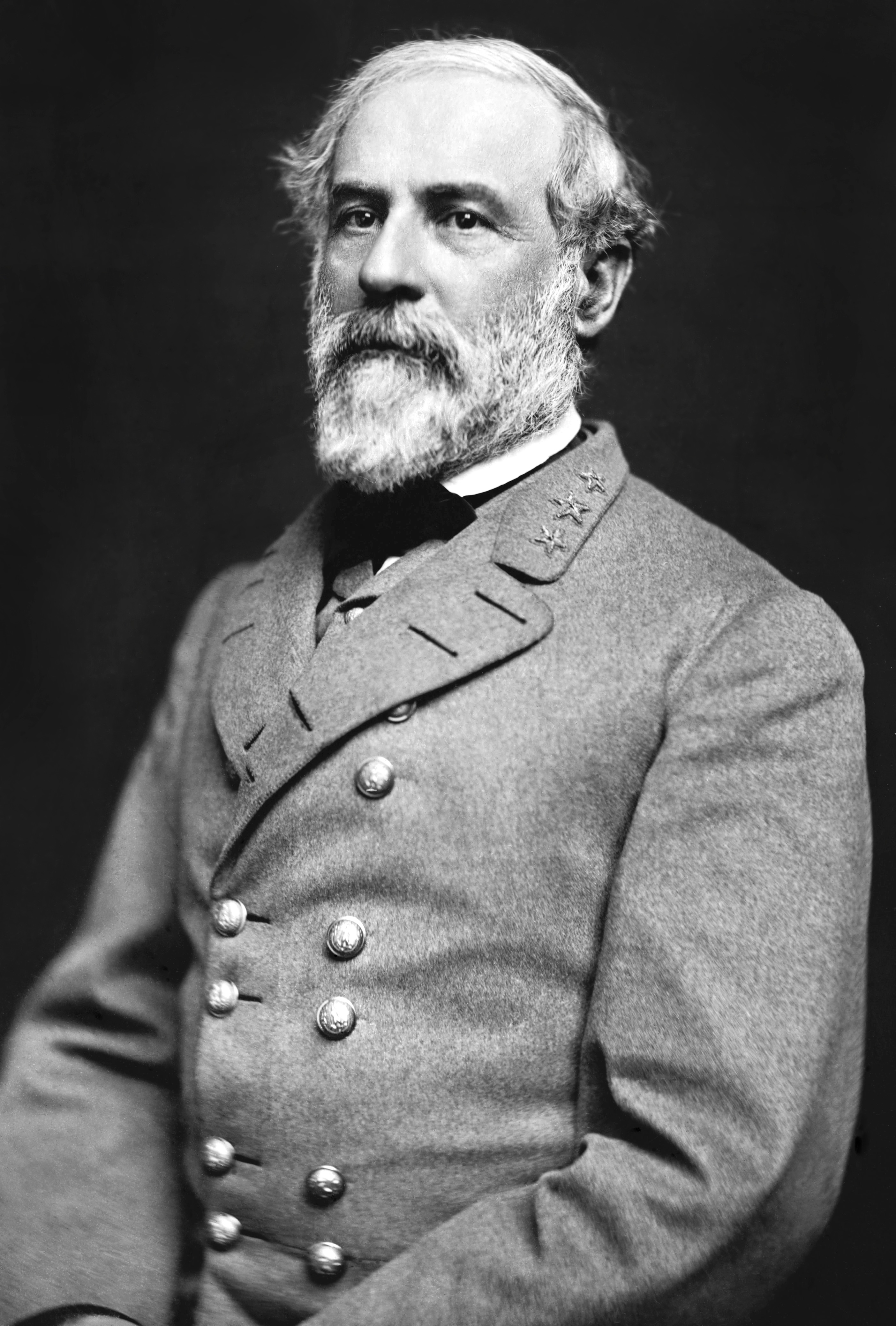
ロバート・E・リー将軍

連合国陸軍は南北戦争末期まで、総司令官や最高司令官といった役職を正式に設けていなかった。連合国大統領のジェファーソン・デイヴィスは最高司令官(commander-in-chief)たる肩書きと権限を付与され、連合国陸海軍の戦略的な指導を行なった。なお、彼は元合衆国陸軍士官で、合衆国陸軍長官を務めた事もあった。以下の人物も連合国陸軍において指導者的立場にあった。
- ロバート・E・リー将軍は、1862年5月13日から5月31日にかけて、連合国陸軍の軍事作戦遂行に関する諸決定の全権を担っていた。彼の公的な肩書きは大統領付の軍事顧問(military adviser)だったが実際には陸軍の戦術・戦略に関する各種決定に関して広い権限を持っており、その職務および権限は現在のアメリカ陸軍参謀総長に相当するものと見なされている。6月1日、連合国の野戦軍のうち最も重要な部隊であった北バージニア軍の指揮を引き継いだ。また1865年1月23日には議会により総司令官(General-in-Chief)に指名され、1月31日から1865年4月9日までこの職を務めた。
- ブラクストン・ブラッグ将軍は、1864年2月24日から1865年1月31日にかけて、大統領付の軍事顧問として連合国陸軍の軍事作戦遂行に関する諸決定の全権を担っていた。彼は直前まで第三次チャタヌーガの戦いに野戦指揮官として参加していた。

デイヴィス連合国大統領やリー将軍をはじめとする連合国の軍事指導者および高級将校は多くが合衆国陸軍の元将校で、また少数ながら合衆国海軍の元将校もいた。合衆国軍出身者には、国家の分裂に抵抗を感じつつも出身州の離脱を受け、愛郷心から合衆国軍を辞任した者も多かった。リンカーン合衆国大統領は出身州を重視し合衆国と戦う事を選んだ彼らを非常に嫌っていたという。

### 編成
合衆国陸軍と同様、連合国陸軍でも兵科ごとの編成が取られていた。主要な戦闘兵科は歩兵(infantry)、騎兵(cavalry)、砲兵(artillery)であった。
常設されている最小の編成は将兵100名から成る中隊(company)で、分隊(squad)や小隊(platoon)などのより小規模な編成は作戦上必要な場合に臨時に設置された。連隊(regiment)は10個中隊から構成される。連隊の定員は理論上1,000名だったが、実際の戦力はほとんどの連隊でこれを下回っていた。連隊は連合国陸軍における作戦上の運用基本単位であり、戦力の補充は既存連隊の増強ではなく新規連隊の設立によって行われた。各連隊は州当局が指揮および監理を管轄しており、「第1テキサス」(1st Texas)や「第12バージニア」(12th Virginia)といったように、部隊番号と州名だけで呼ばれる事が多かった。連隊とほぼ同規模の部隊を指す名称として、大隊(battalion)という語も一部で使われた。旅団(brigade)は本来4個連隊から構成されるが、南北戦争末期には多くの連隊の戦力が大幅に定員を下回っていた為、しばしば4個以上の連隊から旅団が構成されることがあった。また、複数の旅団間で連隊の所属が移される事もあった。師団(division)は2個から4個旅団から構成され、軍団(corps)は2個から4個師団で構成される。そして最大の編成である軍(Army)は2個から4個軍団から構成された。また、作戦上の理由から単一の軍団が軍として活動することもあった。
中隊は大尉(captain)が率い、通常2名以上の中尉・少尉(lieutenant)が副官として配置される。連隊は大佐(colonel)が率い、中佐(lieutenant colonel)が副連隊長として配置される。また、1人以上の少佐(major)も連隊付下級指揮官として配置される。旅団は准将(brigadier general)が通常率いたが、実戦では将官の負傷ないし戦死が多発し、また昇進の通達が遅延することも多かった為、先任連隊長やより下級の士官に率いられた旅団も多かった。師団は少将(major general)が、軍団は中将(lieutenant general)が率いたが、旅団と同様の事情からより下級の士官に率いられた師団および軍団も多い。1個以上の軍団から構成される軍は大将(general)が率いた。

### 階級
| 士官の階級    | 士官の階級    | 士官の階級               | 士官の階級  | 士官の階級    | 士官の階級             | 士官の階級              | 士官の階級 | 士官の階級 | 士官の階級 | 士官の階級 |
| 将官(General) | 大佐(Colonel) | 中佐(Lieutenant Colonel) | 少佐(Major) | 大尉(Captain) | 中尉(First Lieutenant) | 少尉(Second Lieutenant) |            |            |            |            |
| ------------- | ------------- | ------------------------ | ----------- | ------------- | ---------------------- | ----------------------- | ---------- | ---------- | ---------- | ---------- |

General (CSA)
Colonel （歩兵科）
Lieutenant-Colonel （本部勤務員）
Major （衛生科）
Captain （海兵隊）
1st Lieutenant （砲兵隊）
2nd Lieutenant （騎兵隊）

将官には大将(general)、中将(lieutenant general)、少将(major general)、准将(brigadier general)の4階級があったが、階級章は共通のものが使われた。当初、議会では連合国陸軍の設置にあたり、准将を最高階級と定めていた。開戦後の情勢を鑑みて少将以上の階級が設置されたものの、新たな階級章は制定されなかった。また、リー将軍は昇進後も好んで大佐の階級章を装着していたと伝えられている。敗戦までに7名が大将に任命された。
士官用制服のケピ帽と袖には組紐模様(braid)の刺繍が施されており、本数が階級を示している。またケピ帽とパイピングの色が兵科を示した。戦場であまりにも目立つ為、士官の中には組紐模様を取り除いた制服を着用していた者もいたという。またケピ帽もほとんど着用される事はなく、南部の気候に適した軍用のスラウチハットが好まれた。
| 下士官兵の階級       | 下士官兵の階級                     | 下士官兵の階級                | 下士官兵の階級           | 下士官兵の階級 | 下士官兵の階級 | 下士官兵の階級 | 下士官兵の階級 | 下士官兵の階級 | 下士官兵の階級 | 下士官兵の階級 |
| 曹長(Sergeant Major) | 需品係軍曹(Quartermaster Sergeant) | 火器係軍曹(Ordnance Sergeant) | 一等軍曹(First Sergeant) |                |                |                |                |                |                |                |
| 軍曹(Sergeant)       | 伍長(Corporal)                     | 軍楽隊員(Musician)            | 兵卒(Private)            |                |                |                |                |                |                |                |
|                      |                                    | 階級章無し                    | 階級章無し               |                |                |                |                |                |                |                |
| -------------------- | ---------------------------------- | ----------------------------- | ------------------------ | -------------- | -------------- | -------------- | -------------- | -------------- | -------------- | -------------- |

兵科色は士官の場合は襟と袖口に、下士官兵の場合は山型階級章(chevrons)に示される。主要兵科の兵科色は歩兵が青、騎兵が黄色、砲兵が赤である。ただし保有する装備・兵力の状況や司令官の方針により、兵科色が部隊の実態と異なっている場合があった。例えばテキサス騎兵連隊は赤い記章を使用していたし、また1つのテキサス歩兵連隊は黒い記章を使用していた。
連合国陸軍のユニークな特徴の1つとして、准将以下の全将校は指揮下の兵士により選出されたという点が挙げられる。1862年10月13日、連合国議会では善行章などのメダルを制定したものの、戦時体制の中ではメダルそのものの生産が難航した。メダルの授与が決定した場合はまず名簿に名前が載せられる。そしてその後の式典にて名が読み上げられ、また各州毎少なくとも1つの新聞に名が掲載される事が定められていた。実際の授与はその後に行われた。

### 主要な編成
連合国陸軍は独立した軍(Army)および必要に応じて設置・解散される軍管区(Military departments)から構成された。これら主要な編成は、州または地域の名前が付けられていた。通常、軍は大将または中将により指揮された。
- 北バージニア軍(Army of Northern Virginia)
  - 北バージニア軍第1軍団（英語版）(First Corps, Army of Northern Virginia)
  - 北バージニア軍第2軍団（英語版）(Second Corps, Army of Northern Virginia)
  - 北バージニア軍第3軍団（英語版）(Third Corps, Army of Northern Virginia)
  - 北バージニア軍第4軍団（英語版）(Fourth Corps, Army of Northern Virginia) - アンダーソン軍団(Anderson's Corps)とも。
  - 北バージニア軍騎兵軍団（英語版）(Cavalry Corps, Army of Northern Virginia)
- ミシシッピ軍（英語版）(Army of Mississippi)
- カナー軍（英語版）(Army of the Kanawha)
- ケンタッキー軍（英語版）(Army of Kentucky)
- 中央ケンタッキー軍（英語版）(Army of Central Kentucky)
- ミズーリ軍（英語版）(Army of Missouri)
- 中部テネシー軍(Army of Middle Tennessee)
- 西部軍（英語版）(Army of the West)
- ニューメキシコ軍（英語版）(Army of New Mexico)
- 北西部軍(Army of the Northwest)
- 半島軍(Army of the Peninsula)
- ポトマック軍(Army of the Potomac)
- テネシー軍（英語版）(Army of Tennessee)
  - テネシー軍第1軍団（英語版）(First Corps, Army of Tennessee)
  - テネシー軍第2軍団（英語版）(Second Corps, Army of Tennessee)
  - フォレスト騎兵軍団（英語版）(Forrest's Cavalry Corps)
- 西ルイジアナ軍（英語版）(Army of Western Louisiana)
- アーカンソー軍（英語版）(Army of Arkansas)
- トランス・ミシシッピ軍（英語版）(Army of the Trans-Mississippi)
- バレー軍（英語版）(Army of the Valley) - 北バージニア軍第2軍団の後身。

## 供給および兵站
連合国陸軍の兵站事情は、彼らが優勢を保っていた時ですら劣悪であった。連合国陸軍では、かつてアメリカ独立戦争を戦った大陸軍のように、兵員の供給は中央政府よりも州政府がその責任の大部分を負っていた。中央政府の権威の欠如、貧弱な鉄道網、しばしば起こった州政府の軍資金調達の失敗など、様々な要素が連合国陸軍を崩壊へと導いた。こうした劣悪な兵站状況に加え、連合国内の縫製工場不足と合衆国による海上封鎖の成功により、連合国軍では制服の調達すらままならなかった。連合国軍の行進やパレードでは標準制服に加え、傷んだ標準制服を自前で仕立て直したもの、自家製の染料で染め上げた手織りのもの、さらには何の変哲もない平服すらも代用制服として使用された。また戦闘の後に回収された合衆国軍の遺棄物資を漁ったり、合衆国軍将兵の死体や捕虜から奪うことで軍服を調達する者も多く、これはしばしば些細な小競り合いや衝突を引き起こした。兵員の調達を各州政府が担当していた事も、このように多くの異なる軍服が用いられる原因となった。さらに各州政府は独自の服装規定や記章を定めていた為、連合国陸軍の「標準制服」ですら州ごとに多種多様な差異が生まれる事につながった。連合国軍将兵は軍服以外にも軍靴やテント等の様々な軍装品の不足に悩まされ、集落からの徴発品やありあわせのもので作成した代用品で間に合わせる事が多かった。将校の多くは下士官兵よりは恵まれた立場にあったものの、彼らはしばしばその特権を捨てて自らの部下と苦労を共有する事を選んだ。
戦争が進むにつれて、連合国軍では十分な食料の配給を達成することができなくなった。1863年に下されたリー将軍の命令により、連合国軍の指揮官らは食料調達任務に多くの時間を費やすようになる。彼らの調達活動は「物乞い、借りる、盗む」(beg, borrow or steal)という言葉で表現され、占領した合衆国軍の陣地や集積所、南北双方の集落がこの対象となった。リー将軍が指揮したゲティスバーグおよび南ペンシルバニア農業地域への攻勢も、食糧を始めとする各種物資の供給事情を解消することが主な目的だった。こうした連合国軍の略奪に対する合衆国民の報復感情は、ウィリアム・シャーマン将軍の総力戦戦術への支持につながった。以後、合衆国軍はしばしば焦土作戦を展開し、海上封鎖と共に連合国の軍民を共に飢えさせた。南北戦争を通じた連合国軍戦死者のうち、多くが餓死者あるいは食料不足に基づく戦病死者であった。戦争末期には食料不足を理由に無数の脱走兵が生まれた。

## 連合国陸軍における先住民族
南北戦争中、インディアンを始めとする先住民族は南北両軍に参加していた。先住民族の多くは、自分たちが暮らす地域が敗北した場合、自分たちの文化や自由、そして祖先から受け継いだ土地が脅かされると考えて軍に志願した。南北戦争中、両軍あわせて28693名の先住民族が従軍した。クリーク族やチョクトー族を始めとするいくつかの部族は奴隷制を採用しており、その点から連合国との政治的・経済的共通性を見出していたという。
1861年2月21日の陸軍省設立に関する法律第2部に基づき、陸軍長官がインディアン部族との間に最も有利な責務の移譲を行うため、インディアン業務局を設置する事が望ましく、議会がこれに同意した場合、私は名誉を持って局長を指名し、一介の事務官として彼の職を支援しなければならない。—ジェファーソン・デイヴィス、1861年3月、ハウエル・コブ議長に宛てた手紙より。
南北戦争の開戦にあわせて、アルバート・パイクが連合国の先住民特使に任命されている。彼は実際にいくつかの条約に関して交渉を行った。例えば1861年7月に発効したチョクトー及びチカソーとの条約(Treaty with Choctaws and Chickasaws)が知られている。この条約は64項から成り、その内容はチョクトー族およびチカソー族の主権の承認、連合国市民権の取得許可、連合国下院の代表団派遣など豊富な内容が含まれていた。インディアンのうち、チェロキー、チョクトー、セミノール、カトーバ、クリークなどは連合国軍側のみで戦った。1862年、連合国はミシシッピ川東側のインディアン部族から志願兵を募集するべく、アラバマ州モビールにて徴兵キャンプを設置した。これに合わせて次のような広告が掲示された。
兵役に就くチャンスだ。陸軍長官はミシシッピ川東の全てのインディアン部族に対し、連合国の偵察兵として従軍する事を承認した。インディアンに加えて、射撃に自信のある全ての白人男性もまた受け入れている。全ての志願者に50ドルの報奨金、衣服、武器、家具を含む野営装備を与える。武器はエンフィールドライフルとなる。—Jacqueline Anderson Matte、They Say the Wind is Red

## 連合国陸軍における黒人

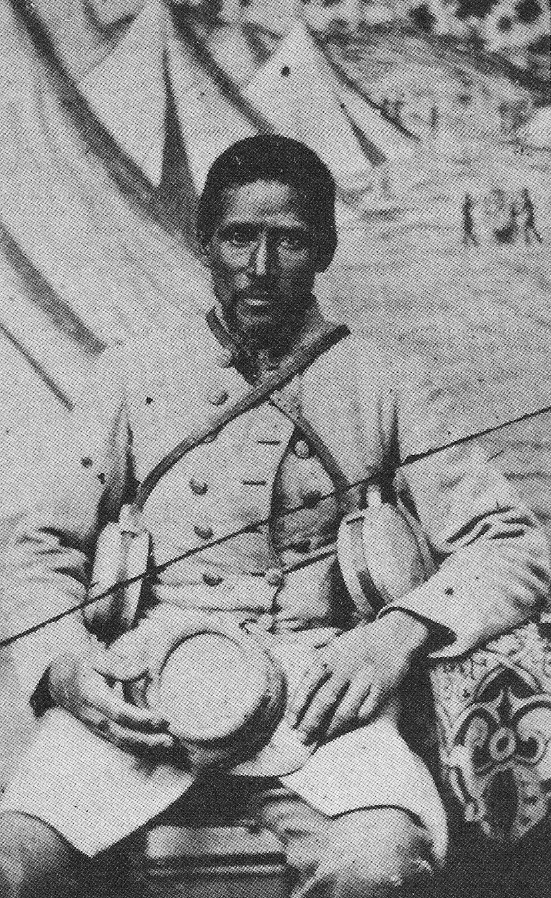
白人士官の従者として従軍した黒人兵。

多くの白人男性が徴兵された結果、連合国では社会的に重要な職務の多くが黒人奴隷たちに委ねられる事となった。またジョージア州知事ジョセフ・E・ブラウンも、「今や国家と軍は奴隷労働者による貢献に大いに依存している」と述べている。
奴隷らを徴兵の対象とする構想は開戦当初から存在していたものの、デイヴィス大統領ら政府高官が難色を示していた為に実現していなかった。しかしパトリック・クリバーン将軍による「解放を提供することで黒人兵の増加を図ってはどうか」という提案により議論が再燃し、後にリー将軍もこれを支持する書簡を連合国議会に送った。
1865年3月13日、黒人の入隊を認める一般命令第14号(General Order 14)が連合国議会を通過し、デイヴィス大統領による署名が行われた。同命令は3月23日より発効したが、これにより入隊した黒人はおよそ1個中隊程度でしかなかった。この黒人部隊は補強戦力として包囲を受けつつあったリッチモンドへと派遣された。ある連合国陸軍少佐は、1865年にリッチモンドで戦った小規模な部隊こそが「我が方における最初にして最後の黒人部隊である」と語った。しかし実際には他の部隊にもいくらかの黒人兵が所属していたとされ、例えば1863年7月11日の『ニューヨークヘラルド』紙が報じたところによれば、ゲティスバーグの戦いで捕えた捕虜の中に南軍の制服を着用した黒人兵数名が含まれていたという。実際に何人の黒人が連合国陸軍に参加したのかは明らかではないが、1890年に合衆国が行った統計調査では3,273名の黒人が連合国陸軍の退役軍人であったとしている。

## 規模

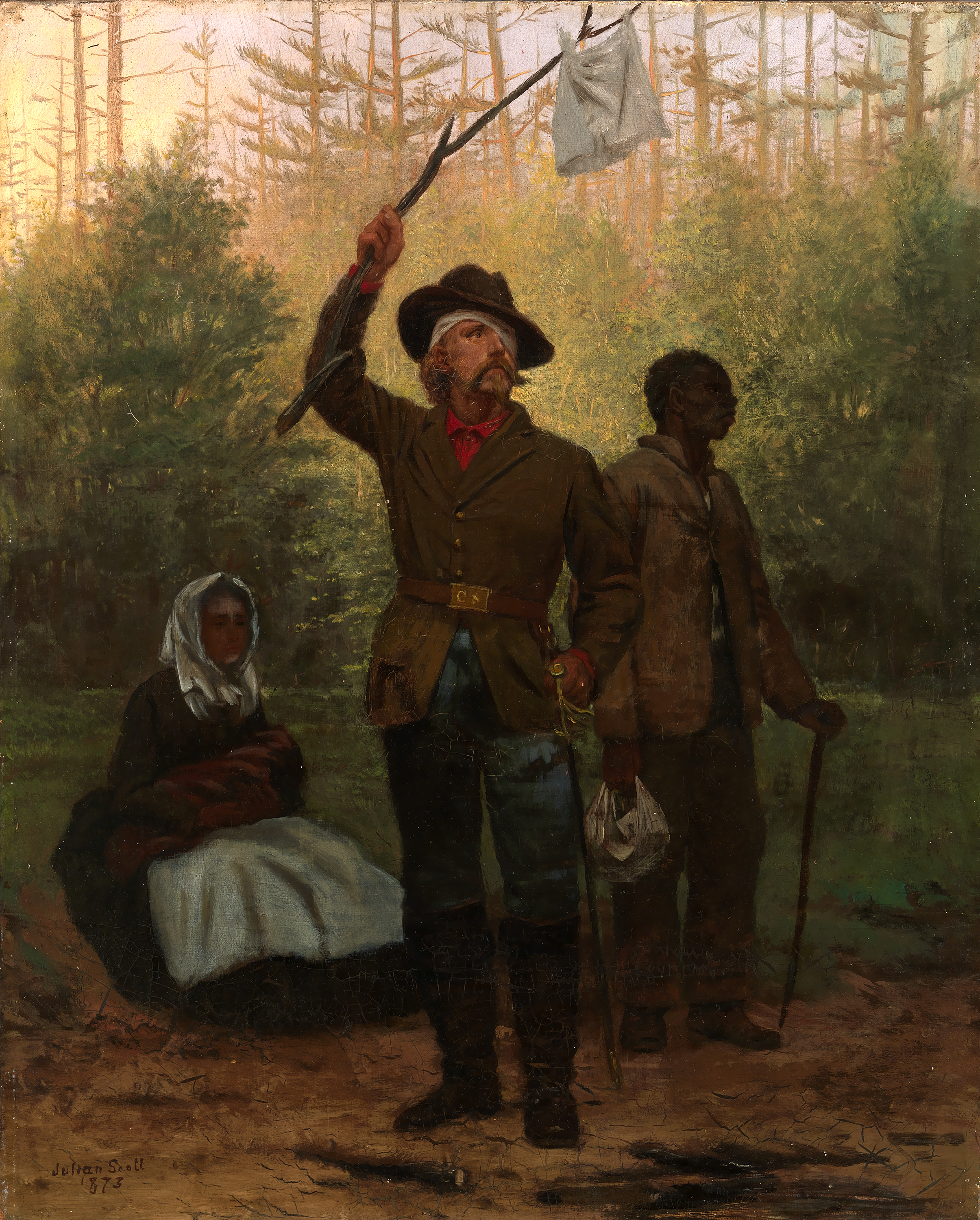
「投降する連合国軍兵士」(Surrender of a Confederate Soldier)1873年、ジュリアン・スコット画

公的な記録は多くが不完全かつ損傷しており、連合国軍の正確な兵力を知ることは不可能である。現在では600,000人から1,500,000人の範囲にあったと推測されており、より正確には750,000人から1,000,000人程度であったと言われている。当時の合衆国軍による記録も残されているが、これもまた信頼しうるものとは言いがたい。合衆国軍の規模は1,550,000人から2,400,000人程度、さらに正確には2,000,000人から2,200,000人程度とされており、少なくとも連合国軍はこれに対抗する必要があると考えられていた。合衆国軍による記録には連合国軍将兵2,677,000人以上の一覧名簿が残されているが、この名簿には明らかに複数名の重複が含まれている。なお、いずれの数字も常備軍たる職業軍人を前提としており、短期徴兵者などは含まれていない。またいずれの数字も連合国海軍の将兵は含まれていない。
連合国軍将兵の死傷者数もまた信頼しうる数字が明らかになっていない。最良推定値では、およそ94,000人が戦死、164,000人が戦病死、26,000人から31,000人程度が捕虜収容所において死亡したというものである。または死傷者合計194,026人という説もある。一方、合衆国軍将兵の死傷者の最良推定値では110,100人が戦死、224,580人が戦病死、30,192人が捕虜収容所において死亡したとされている。ただし、この数字もいくつかの論争の対象となっている。合衆国軍側の最大推測値は275,175人である。また、終戦時には174,223人が合衆国に投降した。

## 関連書籍
- Weinert, Richard P., Jr., The Confederate Regular Army, White Mane Publishing, 1991, ISBN 978-0-942597-27-1.
- Wright, Marcus J., General Officers of the Confederate Army, J. M. Carroll & Co., 1983, ISBN 978-0-8488-0009-3.